# Vuelo 148 de TAME
El Vuelo 148 de TAME fue un vuelo comercial desde la ciudad de Catamayo hasta la de Quito, en Ecuador. El percance ocurrió el 16 de septiembre de 2011, cuando un Embraer 190, de matrícula HC-CEZ adquirido en el año 2006, nuevo de fábrica, con cerca de 13 000 horas de vuelo y que le faltaban 3.168 horas para un nuevo chequeo en el exterior; salió de Catamayo con 97 pasajeros y 6 tripulantes se salió de la pista del antiguo Aeropuerto Internacional Mariscal Sucre de Quito, sin víctimas que lamentar. Según versiones de los testigos del accidente esto se produjo porque el comandante Rodrigo Loza (exmilitar) debido a la prisa que tenía, que se había evidenciado en el embarco de pasajeros en Catamayo donde además no se respetó el número de los asientos, y pese a que la torre de control le advirtió de las malas condiciones climáticas, este decidió aterrizar haciéndolo cerca de la mitad de la pista. Otra teoría es un posible fallo en el sistema de frenos. Independientemente de la causa, el resultado fue que el avión no pudo detenerse a tiempo y se salió de la pista, llegando a salirse incluso del área de seguridad del aeropuerto. El avión siniestrado, no pudo volver a volar y además 11 de los pasajeros recibieron atención médica por los golpes recibidos.

## Pasajeros
En el vuelo iba un equipo de la cadena Ecuavisa con la reportera Pamela Romero, quien reportó que el avión no pudo frenar a tiempo, el sistema de tren de aterrizaje al parecer no respondió a la disposición del piloto para frenar, por lo que se dirigió violentamente hasta el final de la pista y ahí es cuando se estrelló contra el muro de seguridad, tras lo cual se detuvo.

## Causa
Los datos de dichos reportes señalan que al parecer el piloto de la empresa habría registrado una falla en el sistema de frenos, al momento del aterrizaje, por lo que no pudo parar la nave, la cual se deslizó hasta el final de la pista, saliéndose de la misma quedando en la zona de protección de la cabecera norte del aeropuerto. De acuerdo a datos oficiales todos  los pasajeros lograron ser evacuados con éxito y ninguno mostró heridas de consideración. La fuerte lluvia de esta tarde, junto a la prisa que tenía el piloto, pudieron haber sido factores negativo para que la aeronave haya desviado su trayectoria en pista.

## Seguridades
Según la reportera, el piloto de TAME no tomó las medidas de seguridad previstas para estos vuelos, ya que dispuso que las personas ocupen los asientos de la nave sin respetar su numeración y pedía salir urgente de la pista de Catamayo en Loja, porque no existiría la iluminación suficiente. El vuelo fue considerado normal, según Romero, pero al llegar a Quito se produjo este accidente.
La evacuación se dio por las puertas de emergencia sacando a las personas por las rampas, luego de lo cual por el temor a que el avión explote se trasladó en diversos buses a los pasajeros hasta el nivel de emergencias del aeropuerto, pero en dicho sitio no había ni un paramédico que atienda a las víctimas ni un vaso de agua para calmar el estado de pánico en el que se hallaban hasta los momentos del reporte de la periodista Pamela Romero.

## Investigación y reporte final
La Junta de Investigación estimó que la causa probable de este accidente fue la decisión de la tripulación de continuar la aproximación y el aterrizaje sin llevar a cabo los procedimientos (PROCEDIMIENTOS ANORMALES Y DE EMERGENCIA) establecidos por EMBRAER en el Manual de Referencia Rápida para cuando ocurran fallas en el sistema de listones/flaps, lo que resulta en una excursión de pista.